# Discografia dei Dio
Questa voce contiene la discografia dei Dio, gruppo musicale heavy metal statunitense, dagli esordi fino ad oggi.

## Album in studio
| Anno | Titolo | Posizione | Posizione | Certificazioni |
| Anno | Titolo | US        | UK        | US             |
| ---- | --- | --------- | --------- | -------------- |
| 1983 | Holy Diver - Pubblicato: 25 maggio 1983 - Etichetta: Warner Bros. - Produttore: Ronnie James Dio                | 56        | 13        | Platino x2     |
| 1984 | The Last in Line - Pubblicato: 13 luglio 1984 - Etichetta: Warner Bros. - Produttore: Ronnie James Dio          | 24        | 4         | Platino        |
| 1985 | Sacred Heart - Pubblicato: 15 agosto 1985 - Etichetta: Warner Bros. - Produttore: Ronnie James Dio              | 29        | 4         | Oro            |
| 1987 | Dream Evil - Pubblicato: 21 luglio 1987 - Etichetta: Warner Bros. - Produttore: Ronnie James Dio                | 43        | 8         |                |
| 1990 | Lock Up the Wolves - Pubblicato: 15 maggio 1990 - Etichetta: Reprise Records - Produttore: Ronnie James Dio     | 61        | 28        |                |
| 1994 | Strange Highways - Pubblicato: 25 ottobre 1993 - Etichetta: Reprise Records - Produttore: Ronnie James Dio      | 142       |           |                |
| 1996 | Angry Machines - Pubblicato: 15 ottobre 1996 - Etichetta: Mayhem Records - Produttore: Ronnie James Dio         |           |           |                |
| 2000 | Magica - Pubblicato: 21 marzo 2000 - Etichetta: Spitfire Records - Produttore: Ronnie James Dio                 |           |           |                |
| 2002 | Killing the Dragon - Pubblicato: 21 maggio 2002 - Etichetta: Spitfire Records - Produttore: Ronnie James Dio    | 199       |           |                |
| 2004 | Master of the Moon - Pubblicato: 7 settembre 2004 - Etichetta: Sanctuary Records - Produttore: Ronnie James Dio |           |           |                |

## Live album
| Anno | Titolo | Posizione | Posizione | Certificazioni |
| Anno | Titolo | US        | UK        | US             |
| ---- | --- | --------- | --------- | -------------- |
| 1986 | Intermission - Pubblicato: giugno 1986 - Etichetta: Warner Bros. - Produttore: Ronnie James Dio                 | 70        | 22        |                |
| 1998 | Inferno: Last in Live - Pubblicato: 24 febbraio 1998 - Etichetta: Mayhem Records - Produttore: Ronnie James Dio |           |           |                |
| 2005 | Evil or Divine - Pubblicato: 2005 - Etichetta: Spitfire Records - Produttore: Ronnie James Dio                  |           |           |                |
| 2006 | Holy Diver Live - Pubblicato: 17 aprile 2006 - Etichetta: Eagle Records - Produttore: Ronnie James Dio          |           |           |                |

## Raccolte
| Anno | Titolo | Posizione | Posizione | Certificazioni |
| Anno | Titolo | US        | UK        | US             |
| ---- | --- | --------- | --------- | -------------- |
| 1992 | Diamonds - The Best of Dio - Pubblicato: marzo 1992 - Etichetta: Vertigo Records - Produttore: Ronnie James Dio, Tony Platt |           |           |                |
| 2000 | The Very Beast of Dio - Pubblicato: 3 ottobre 2000 - Etichetta: Rhino Records - Produttore: Ronnie James Dio                |           |           |                |
| 2003 | Stand Up and Shout: The Dio Anthology - Pubblicato: maggio 2003 - Etichetta: Rhino Records - Produttore:                    |           |           |                |
| 2010 | Tournado - Pubblicato: 19 febbraio 2010 - Etichetta: Niji Entertainment - Produttore:                                       |           |           |                |

## EP
- 1986 - The Dio E.P.

## Singoli
| Anno | Singolo                        | Chart   | Chart | Album              |
| Anno | Singolo                        | US Main | UK    | Album              |
| ---- | ------------------------------ | ------- | ----- | ------------------ |
| 1983 | "Holy Diver"                   | 40      | 72    | Holy Diver         |
| 1983 | "Rainbow in the Dark"          | 14      | 46    | Holy Diver         |
| 1984 | "The Last in Line"             | 10      | —     | The Last in Line   |
| 1984 | "We Rock"                      | —       | 42    | The Last in Line   |
| 1984 | "Mystery"                      | 20      | 34    | The Last in Line   |
| 1985 | "Rock 'N' Roll Children"       | 26      | 26    | Sacred Heart       |
| 1985 | "Hungry for Heaven"            | 30      | 72    | Sacred Heart       |
| 1985 | "Dio Live"                     | —       | —     | Non-album single   |
| 1986 | "King of Rock and Roll"        | —       | —     | Sacred Heart       |
| 1986 | "Hungry for Heaven" [reissue]  | —       | 56    | Sacred Heart       |
| 1987 | "I Could Have Been a Dreamer"  | 33      | 69    | Dream Evil         |
| 1987 | "All the Fools Sailed Away"    | —       | —     | Dream Evil         |
| 1990 | "Hey Angel"                    | —       | 94    | Lock Up the Wolves |
| 1990 | "Born on the Sun"              | —       | —     | Lock Up the Wolves |
| 1993 | "Evilution"                    | —       | —     | Strange Highways   |
| 1993 | "Jesus, Mary & the Holy Ghost" | —       | —     | Strange Highways   |
| 2010 | "Electra"                      | -       | -     | Tournado           |
|      |                                |         |       |                    |

## Video
- 1983 - A Special From the Spectrum
- 1991 - Sacred Heart
- 1991 - Time Machine
- 1995 - Evil or Divine
- 2005 - Holy Diver Live
- 2005 - We Rock